# دميترو سوروكين
دميترو سوروكين هو لاعب كرة قدم أوكراني، ولد في 14 يوليو 1988 في الاتحاد السوفيتي. شارك مع منتخب أوكرانيا لكرة الصالات. أما مع النوادي، فقد لعب مع MFC Lokomotyv Kharkiv ‏.

## وصلات خارجية
- دميترو سوروكين على موقع الاتحاد الأوربي (الإنجليزية)